# Whom the Gods Destroy
Whom the Gods Destroy er en amerikansk stumfilm fra 1916 af William P. S. Earle.

## Medvirkende
- Alice Joyce som Mary 'Mar' O'Neil
- Harry T. Morey som Leslie St. George Leigh
- Marc McDermott som Sir Denis Esmond
- Logan Paul som O'Neil
- Charles Kent som Father McCarthy